# Bargischow
Bargischow est une commune allemande, près d'Anklam au sud de la Peene, appartenant à l'arrondissement de Poméranie-Occidentale-Greifswald.

## Géographie
La commune villageoise regroupe, outre le village de Bargischow, les localités de Gnevezin et de Woserow, ainsi que la péninsule d'Anklamer Fähre.